# 1 500 meter för damer i friidrott vid olympiska sommarspelen 2020
Damernas 1 500 meter vid olympiska sommarspelen 2020 avgjordes mellan den 2 och 6 augusti 2021 på Tokyos Olympiastadion i Japan. 45 deltagare från 25 nationer deltog i tävlingen. Det var 13:e gången grenen fanns med i ett OS och den har funnits med i varje OS sedan 1972.
Faith Kipyegon från Kenya tog guld efter ett lopp på 3.53,11, vilket blev ett nytt olympiskt rekord. Silvermedaljen togs av brittiska Laura Muir på tiden 3.54,50, vilket blev ett nytt nationsrekord. Bronsmedaljen gick till Sifan Hassan från Nederländerna som sprang i mål på tiden 3.55,86.

## Rekord
Innan tävlingens start fanns följande rekord:
| Världsrekord     | Genzebe Dibaba (ETH) | 3.50,07 | Fontvieille, Monaco | 17 juli 2015   |
| Olympiskt rekord | Paula Ivan (ROU)     | 3.53,96 | Seoul, Sydkorea     | 1 oktober 1988 |

| Område                                   | Tid          | Idrottare       | Nation        |
| ---------------------------------------- | ------------ | --------------- | ------------- |
| Afrika                                   | 3.50,07 0VR0 | Genzebe Dibaba  | Etiopien      |
| Asien                                    | 3.50,46      | Qu Yunxia       | Kina          |
| Europa                                   | 3.51,95      | Sifan Hassan    | Nederländerna |
| Nordamerika, Centralamerika och Karibien | 3.54,99      | Shelby Houlihan | USA           |
| Oceanien                                 | 3.59,67      | Linden Hall     | Australien    |
| Sydamerika                               | 4.05,67      | Letitia Vriesde | Surinam       |

Följande rekord slogs under tävlingen:
| Datum     | Omgång | Idrottare      | Land  | Tid     | Rekord |
| --------- | ------ | -------------- | ----- | ------- | ------ |
| 6 augusti | Final  | Faith Kipyegon | Kenya | 3.53,11 | 0OR0   |

Följande nationsrekord slogs under tävlingen:
| Land           | Idrottare      | Omgång      | Tid     | Noteringar |
| -------------- | -------------- | ----------- | ------- | ---------- |
| Finland        | Sara Kuivisto  | Försöksheat | 4.04,10 |            |
| Finland        | Sara Kuivisto  | Seimfinal   | 4.02,35 |            |
| Japan          | Nozomi Tanaka  | Försöksheat | 4.02,33 |            |
| Japan          | Nozomi Tanaka  | Semifinal   | 3.59,19 |            |
| Australien     | Jessica Hull   | Semifinal   | 3.58,81 | 0AR0       |
| Tjeckien       | Kristiina Mäki | Semifinal   | 4.01,23 |            |
| Storbritannien | Laura Muir     | Final       | 3.54,50 |            |

## Schema
Alla tider är UTC+9.
| Datum                 | Tid   | Omgång      |
| --------------------- | ----- | ----------- |
| Måndag 2 augusti 2021 | 9:00  | Försöksheat |
| Onsdag 4 augusti 2021 | 18:30 | Semifinaler |
| Fredag 6 augusti 2021 | 21:50 | Final       |

## Resultat

### Försöksheat
Kvalificeringsregler: De sex första i varje heat 0Q0 samt de sex snabbaste tiderna 0q0 gick vidare till semifinalerna.

#### Heat 1
| Placering | Idrottare                | Nation         | Tid     | Noteringar |
| --------- | ------------------------ | -------------- | ------- | ---------- |
| 1         | Gabriela DeBues-Stafford | Kanada         | 4.03,70 | 0Q0        |
| 2         | Laura Muir               | Storbritannien | 4.03,89 | 0Q0        |
| 3         | Winny Chebet             | Kenya          | 4.03,93 | 0Q0        |
| 4         | Sara Kuivisto            | Finland        | 4.04,10 | 0Q0, 0NR0  |
| 5         | Freweyni Hailu           | Etiopien       | 4.04,12 | 0Q0        |
| 6         | Kristiina Mäki           | Tjeckien       | 4.04,55 | 0Q0, 0PB0  |
| 7         | Marta Pérez              | Spanien        | 4.04,76 | 0q0, 0PB0  |
| 8         | Cory McGee               | USA            | 4.05,15 | 0q0        |
| 9         | Elise Vanderelst         | Belgien        | 4.05,63 | 0q0        |
| 10        | Ciara Mageean            | Irland         | 4.07,29 |            |
| 11        | Federica Del Buono       | Italien        | 4.07,70 | 0SB0       |
| 12        | Laura Galván             | Mexiko         | 4.08,15 |            |
| 13        | Salomé Afonso            | Portugal       | 4.10,80 |            |
| 14        | Georgia Griffith         | Australien     | 4.14,43 | 0SB0       |
| 15        | Hanna Klein              | Tyskland       | 4.14,83 |            |

#### Heat 2
| Placering | Idrottare               | Nation            | Tid            | Noteringar |
| --------- | ----------------------- | ----------------- | -------------- | ---------- |
| 1         | Sifan Hassan            | Nederländerna     | 4.05,17        | 0Q0        |
| 2         | Jessica Hull            | Australien        | 4.05,28        | 0Q0        |
| 3         | Elle Purrier St. Pierre | USA               | 4.05,34        | 0Q0        |
| 4         | Gaia Sabbatini          | Italien           | 4.05,41        | 0Q0        |
| 5         | Lemlem Hailu            | Etiopien          | 4.05,49 (,485) | 0Q0        |
| 6         | Diana Mezuliáníková     | Tjeckien          | 4.05,49 (,490) | 0Q0, 0PB0  |
| 7         | Revée Walcott-Nolan     | Storbritannien    | 4.06,23        | 0PB0       |
| 8         | Esther Guerrero         | Spanien           | 4.07,08        |            |
| 9         | Ran Urabe               | Japan             | 4.07,90        | 0PB0       |
| 10        | Natalia Hawthorn        | Kanada            | 4.08,04        |            |
| 11        | Claudia Bobocea         | Rumänien          | 4.09,19        |            |
| 12        | Edinah Jebitok          | Kenya             | 4.10,72        | qR         |
| 13        | Aisha Praught-Leer      | Jamaica           | 4.15,31        |            |
| 14        | Anjelina Lohalith       | Flyktingidrottare | 4.31,65        | 0PB0       |
| 15        | María Pía Fernández     | Uruguay           | 4.59,36        |            |

#### Heat 3
| Placering | Idrottare          | Nation         | Tid     | Noteringar |
| --------- | ------------------ | -------------- | ------- | ---------- |
| 1         | Faith Kipyegon     | Kenya          | 4.01,40 | 0Q0        |
| 2         | Winnie Nanyondo    | Uganda         | 4.02,24 | 0Q0        |
| 3         | Linden Hall        | Australien     | 4.02,27 | 0Q0        |
| 4         | Nozomi Tanaka      | Japan          | 4.02,33 | 0Q0, 0NR0  |
| 5         | Heather MacLean    | USA            | 4.02,40 | 0Q0        |
| 6         | Katie Snowden      | Storbritannien | 4.02,77 | 0Q0, 0PB0  |
| 7         | Lucia Stafford     | Kanada         | 4.03,52 | 0q0, 0PB0  |
| 8         | Martyna Galant     | Polen          | 4.05,03 | 0q0, 0PB0  |
| 9         | Caterina Granz     | Tyskland       | 4.06,22 | 0q0, 0SB0  |
| 10        | Marta Pen          | Portugal       | 4.07,33 | qJ         |
| 11        | Sarah Healy        | Irland         | 4.09,78 |            |
| 12        | Diribe Welteji     | Etiopien       | 4.10,25 |            |
| 13        | Simona Vrzalová    | Tjeckien       | 4.19,46 |            |
| —         | Souhra Ali Mohamed | Djibouti       | 0DNF0   |            |
| —         | Rababe Arafi       | Marocko        | 0DNF0   |            |

### Semifinaler
Kvalificeringsregler: De fem första i varje heat 0Q0 samt de två snabbaste tiderna 0q0 gick vidare till finalen.

#### Semifinal 1
| Placering | Idrottare                | Nation         | Tid     | Noteringar |
| --------- | ------------------------ | -------------- | ------- | ---------- |
| 1         | Faith Kipyegon           | Kenya          | 3.56,80 | 0Q0        |
| 2         | Freweyni Hailu           | Etiopien       | 3.57,54 | 0Q0        |
| 3         | Gabriela DeBues-Stafford | Kanada         | 3.58,28 | 0Q0, 0SB0  |
| 4         | Jessica Hull             | Australien     | 3.58,81 | 0Q0, 0AR0  |
| 5         | Nozomi Tanaka            | Japan          | 3.59,19 | 0Q0, 0NR0  |
| 6         | Elle Purrier St. Pierre  | USA            | 4.01,00 | 0q0        |
| 7         | Kristiina Mäki           | Tjeckien       | 4.01,23 | 0q0, 0NR0  |
| 8         | Gaia Sabbatini           | Italien        | 4.02,25 | 0PB0       |
| 9         | Katie Snowden            | Storbritannien | 4.02,93 |            |
| 10        | Martyna Galant           | Polen          | 4.06,01 |            |
| 11        | Cory McGee               | USA            | 4.10,39 | qR         |
| 12        | Caterina Granz           | Tyskland       | 4.10,93 |            |
| 13        | Winny Chebet             | Kenya          | 4.11,62 |            |

#### Semifinal 2
| Placering | Idrottare           | Nation         | Tid     | Noteringar |
| --------- | ------------------- | -------------- | ------- | ---------- |
| 1         | Sifan Hassan        | Nederländerna  | 4.00,23 | 0Q0        |
| 2         | Laura Muir          | Storbritannien | 4.00,73 | 0Q0        |
| 3         | Linden Hall         | Australien     | 4.01,37 | 0Q0        |
| 4         | Winnie Nanyondo     | Uganda         | 4.01,64 | 0Q0        |
| 5         | Marta Pérez         | Spanien        | 4.01,69 | 0Q0, 0PB0  |
| 6         | Lucia Stafford      | Kanada         | 4.02,12 | 0PB0       |
| 7         | Sara Kuivisto       | Finland        | 4.02,35 | 0NR0       |
| 8         | Diana Mezuliáníková | Tjeckien       | 4.03,70 | 0PB0       |
| 9         | Lemlem Hailu        | Etiopien       | 4.03,76 |            |
| 10        | Marta Pen           | Portugal       | 4.04,15 | 0SB0       |
| 11        | Elise Vanderelst    | Belgien        | 4.04,86 |            |
| 12        | Heather MacLean     | USA            | 4.05,33 |            |
| 13        | Edinah Jebitok      | Kenya          | 4.05,56 |            |

### Final
| Placering | Idrottare                | Nation         | Tid     | Noteringar |
| --------- | ------------------------ | -------------- | ------- | ---------- |
| 1         | Faith Kipyegon           | Kenya          | 3.53,11 | 0OR0       |
| 2         | Laura Muir               | Storbritannien | 3.54,50 | 0NR0       |
| 3         | Sifan Hassan             | Nederländerna  | 3.55,86 |            |
| 4         | Freweyni Hailu           | Etiopien       | 3.57,60 |            |
| 5         | Gabriela DeBues-Stafford | Kanada         | 3.58,93 |            |
| 6         | Linden Hall              | Australien     | 3.59,01 | 0PB0       |
| 7         | Winnie Nanyondo          | Uganda         | 3.59,80 | 0SB0       |
| 8         | Nozomi Tanaka            | Japan          | 3.59,95 |            |
| 9         | Marta Pérez              | Spanien        | 4.00,12 | 0PB0       |
| 10        | Elle Purrier St. Pierre  | USA            | 4.01,75 |            |
| 11        | Jessica Hull             | Australien     | 4.02,63 |            |
| 12        | Cory McGee               | USA            | 4.05,50 |            |
| 13        | Kristiina Mäki           | Tjeckien       | 4.11,76 |            |